# Курилисши
Курилисши́ (каз. Құрылысшы) — село у складі Екібастузької міської адміністрації Павлодарської області Казахстану. Входить до складу Кояндинського сільського округу.
Село утворене 2008 року на місці селища Підхоз Строїтель.
Населення — 162 особи (2021; 175 у 2009).